# Фонтеле
Фонтеле (фр. Fontelaye) насеље је и општина у северној Француској у региону Горња Нормандија, у департману Приморска Сена која припада префектури Дјеп.
По подацима из 2011. године у општини је живело 34 становника, а густина насељености је износила 8,52 становника/km². Општина се простире на површини од 3,99 km². Налази се на средњој надморској висини од 97 метара (максималној 157 m, а минималној 91 m).

## Демографија
| 1962. | 1968. | 1975. | 1982. | 1990. | 1999. | 2011. |
| ----- | ----- | ----- | ----- | ----- | ----- | ----- |
| 40    | 51    | 44    | 38    | 39    | 40    | 34    |

График промене броја становника у току последњих година